# Joan Anton Català Amigó
Joan Anton Català Amigó (Tarragona, 7 d'agost de 1961) és un divulgador científic, escriptor i consultor català. Especialitzat en astronomia i astrofísica, aplica els seus coneixements a la gestió del canvi en l'àmbit de les organitzacions.
Va construir el seu primer telescopi als 9 anys, una passió que el va portar a formar-se en química quàntica, astronomia i astrofísica. Llicenciat en Ciències Químiques per la Universitat de Barcelona, es va especialitzar en Química Quàntica; i va obtenir el Màster en Astronomia i Astrofísica per la Universitat Internacional de València. Amb formació en escoles de negocis, a IESE amb el Programa de Direcció general (PDG), i a Wharton School amb el programa Leading Strategy Execution, va exercir d'executiu al món empresarial en diverses àrees: a T-Systems (Director de Recursos Humans, Director d'Estratègia i Innovació), a Debis IT Services (Director de Desenvolupament de Negoci d'e-business) i en el Centre Informàtic de la Generalitat de Catalunya (Director de comunicacions i noves tecnologies). El 2008 va crear la consultora Leading-On, especialitzada en la gestió del canvi i l'execució. El 2015 va crear la metodologia A space to grow, que utilitza l'univers, els estels i l'espai com a elements inspiradors i facilitadors per a la reflexió i la discussió en l'àmbit de les organitzacions.
És conferenciant i divulgador científic en diferents mitjans de comunicació (televisió, ràdio, i premsa); aconseguint un enfocament humanista de les troballes, innovacions i descobriments de l'astronomia actual. El seu programa de divulgació a Catalunya Ràdio, anomenat La Terra és plana s'emet setmanalment dins del magazín radiofònic El Suplement. És el principal astrònom divulgador de l'Observatori Fabra. Col·labora amb diversos programes de ràdio i televisió en la divulgació científica del cosmos com Catalunya Ràdio, TV3, RAC1, Ràdio Euskadi, Betevé, 8TV, Radio Estel i també amb la revista Sàpiens.
Casat i amb dues filles, viu a Sant Cugat del Vallès, i compta amb una casa observatori a Falset, on exerceix la seva afició com astrofotògraf. Va formar part de la desapareguda Associació Astronòmica Sant Cugat-Valldoreix i és membre de l'Agrupació Astronòmica de Barcelona.

## Publicacions
És autor de sis assajos sobre astronomia i una novel·la, Projecte Galileu, orientada al públic jove. La majoria dels seus llibres estan publicats en català i castellà.
- Retrats d'un univers sorprenent (2015) Editorial Émepe.
- Projecte Galileu (2016) Editorial Bambú.
- 100 qüestions sobre l'univers (2018) Cossetània Edicions.
- L'evolució dels estels (2018), en castellà i francès. RBA/National Geographic.
- Guia d'observació del cel per a nois i noies (2019) Cossetània Edicions.
- 100 històries de l'aventura espacial (2020) Cossetània Edicions.[17]
- Una breu i atzarosa història de la vida (2021) Angle Edicions.[18]
- Geopolítica de l'espai (2023) Angle Edicions.